# Дорнава (община)
Община Дорнава (на словенски: Občina Dornava) е община в Словения. Административен център на общината е Дорнава. Населението на общината през 2002 година е 2459 души.

## Населени места
Общината има 12 населени места:
- Дорнава (на словенски: Dornava)
- Братиславци (на словенски: Bratislavci)
- Брезовци (на словенски: Brezovci)
- Жаменци (на словенски: Žamenci)
- Ласиговци (на словенски: Lasigovci)
- Мезговци об Песници (на словенски: Mezgovci ob Pesnici)
- Поленци (на словенски: Polenci)
- Поленшак (на словенски: Polenšak)
- Прерад (на словенски: Prerad)
- Сломи (на словенски: Slomi)
- Стреяци (на словенски: Strejaci)
- Стърмец при Поленшаку (на словенски: Strmec pri Polenšaku)